# Flughafen Zhengzhou

i7
i11
i13
Der Zhengzhou Xinzheng International Airport (chinesisch 郑州新郑国际机场, IATA-Code: CGO, ICAO-Code: ZHCC) ist der Flughafen der Stadt Zhengzhou in der chinesischen Provinz Henan. Er wurde 1997 eröffnet und zählt zu den 20 größten Flughäfen Chinas. Gegenwärtig wird der Flughafen von 46 Fluggesellschaften angeflogen sowie von Henan Airlines und Shenzhen Airlines als Basis genutzt.
Der chinesische Flughafen Zhengzhou hat am 9. Mai 2014 ein Kooperationsabkommen mit dem Namen World Cargo Airports Alliance mit dem Flughafen Frankfurt-Hahn unterzeichnet: „Die vereinbarte Kooperation diene dazu, Fracht aus China über den Flughafen Frankfurt-Hahn in Europa zu verteilen. Weitere Flughäfen in Russland und den USA würden in Kürze folgen.“
Drei Monate später endete diese Zusammenarbeit wieder.